# احمدآباد صولت
احمدآباد صولت شهری در بخش بوژگان شهرستان تربت جام استان خراسان رضوی ایران است.
بر پایه سرشماری عمومی نفوس و مسکن در سال ۱۳۹۵ جمعیت این شهر ۸٬۳۲۶ نفر (در ۲٬۱۱۵ خانوار) بوده‌است. این شهر در دامنه‌های شرقی رشته‌کوه کوهسرخ قرار دارد.